# Louise Johnson
Pour les articles homonymes, voir Johnson.
Ne doit pas être confondu avec Louise Johnson (géographe).
Louise Napier Johnson (née le 26 septembre 1940 et morte le 25 septembre 2012), est une biochimiste et cristallographe britannique.
Elle a été professeur de biophysique moléculaire à l'université d'Oxford de 1990 à 2007 avant de recevoir le titre de professeur émérite.

## Biographie
Louise Johnson est née le 26 septembre 1940 à South Bank Nursing Home, à Worcester ; c'est la deuxième des trois filles de George Edmund Johnson (1904-1992), courtier en laine servant dans la Royal Air Force, et de son épouse, Elizabeth Minna, née King (1914-1992). La famille vivait à White Cottage, Rushwick , près de Worcester, à l'époque.

### Éducation
Louise Johnson fréquente de 1952 à 1959 l'école secondaire pour filles de Wimbledon, où les filles sont encouragées à étudier la science et à poursuivre des carrières utiles. Sa mère, qui a étudié la biochimie et la physiologie à l'University College de Londres dans les années 1930, soutient sa décision de poursuivre une carrière scientifique. Inscrite à l'University College de Londres en 1959 pour y étudier la physique, elle est surprise de se retrouver avec seulement quatre filles dans une classe de 40 étudiants.
Elle choisit la physique théorique comme option de troisième année et obtient un diplôme 2.1. Alors qu'elle travaille sur la diffraction des neutrons à l'Établissement de recherche atomique d'Harwell pendant des vacances, elle rencontre le Dr Uli Arndt, un scientifique instrumentaliste, attaché à la Royal Institution de Londres. Elle est impressionnée par le travail qui s'y accomplit et, en 1962, elle déménage à la Royal Institution pour faire un doctorat en biophysique. Son superviseur diplômé est David Chilton Phillips, dont l'équipe étudie la structure cristalline du lysozyme. Sa première tâche est de déterminer la structure d'une molécule de sucre, la N-acétylglucosamine, en utilisant la diffractométrie de rayon X, ce qu'elle effectue en un an. Elle s'attache ensuite à l'étude de la liaison du substrat à la protéine lysozyme et fait partie de l'équipe qui découvre la structure de l'enzyme lysozyme ; c'est la troisième structure protéique jamais résolue par cristallographie aux rayons X et la première enzyme. Louise Johnson obtient son doctorat en 1965.

### Carrière
En 1966, Louise Johnson déménage au laboratoire de Frederic M. Richards à l'université Yale pour une année de recherche post-doctorale. Elle y travaille avec Frederic M. Richards et Hal Wyckoff sur la structure cristalline d'une autre enzyme, la ribonucléase (cette quatrième structure protéique sera résolue peu après son départ). En 1967, elle retourne au Royaume-Uni et occupe le poste de démonstratrice départementale au Département de zoologie de l'université d'Oxford. Le professeur de zoologie, J. W. R. Pringle, considère en effet la zoologie comme s'étendant des études animales aux études moléculaires, et est en partie responsable de l'arrivée de David Chilton Phillips à Oxford en tant que professeur de biophysique moléculaire. Louise Johnson peut combiner l'enseignement avec la recherche indépendante : elle poursuit son travail sur le lysozyme et mène de nouvelles études cristallines sur d'autres enzymes. En 1972, elle reçoit des cristaux de glycogène phosphorylase et c'est le début d'un chapitre important dans sa carrière de recherche. Elle commence une analyse cristallographique détaillée des rayons X de la protéine, qui est huit fois plus grande que le lysozyme et beaucoup plus grande que toutes les autres protéines dont les structures avaient été résolues à ce moment-là. En 1973, elle est nommée chargée de cours à l'université, un poste associé au Somerville College d'Oxford. Elle devient membre additionnelle du collège et conférencière Janet Vaughan. Elle est alors en mesure d'élargir son équipe d'étudiants diplômés et de chercheurs post-doctoraux. L'étude de la phosphorylase se poursuit ; en 1978, sa structure est découverte et l'équipe peut travailler sur ses propriétés de contrôle biologique. Le glycogène phosphorylase trouvé dans le muscle est responsable de la mobilisation du stock d'énergie du glycogène pour fournir du carburant pour soutenir la contraction musculaire. Dans le muscle au repos, l'enzyme est désactivée pour éviter une dégradation inutile du combustible, mais en réponse à des signaux nerveux ou hormonaux, l'enzyme est activée presque simultanément pour générer l'apport d'énergie. Ses recherches visent à comprendre le fondement moléculaire des propriétés biologiques du contrôle et du mécanisme catalytique. Son équipe utilise la source de rayons X brillante produite à la source de rayonnement synchrotron à Daresbury, qui fournit des données qui n'ont pas pu être obtenues avec la source domestique. Elle est « Professeur David Phillips en Molecular Biophysics » à l'université d'Oxford de 1990 à 2007.
Le laboratoire de Louise Johnson à Oxford a résolu et étudié de nombreuses autres structures protéiques, et elle est déposante sur 100 entrées Protein Data Bank incluant de nombreuses formes de glycogène phosphorylase et de complexes CDK / cycline du cycle cellulaire. Elle a nourri de nombreuses carrières, formant une génération de cristallographes à Oxford, qui eux-mêmes forment maintenant les futurs leaders à travers le monde. Avec Tom Blundell, elle a écrit un manuel influent sur la cristallographie des protéines. Elle a été directrice des sciences de la vie chez Diamond Light Source de 2003 à 2008 et membre de Diamond Light Source de 2008 à 2012. Diamond Light Source est l'installation nationale de synchrotron du Royaume-Uni à Harwell (Oxfordshire).

### Mort
Louise Johnson est décédée le 25 septembre 2012 à Cambridge en Angleterre,.

### Vie privée
Louise Johnson a épousé en 1968 le physicien théoricien pakistanais Abdus Salam, co-lauréat avec Sheldon Glashow et Steven Weinberg du prix Nobel de physique en 1979 pour leurs travaux sur l'unification électrofaible. Ils ont eu deux enfants : un fils né en 1974 et une fille née en 1982. Le mari de Louise Johnson est décédé en 1996.

## Publications
- avec D. C. Phillips : (en) « Crystal Structure of N-Acetylglucosamine », Nature, vol. 588,‎ 1964 (lire en ligne).
- avec H. W. Wyckoff, Karl D. Hardman, N. M. Allewell, Tadashi Inagami et Frederic M. Richards : (en) « The Structure of Ribonuclease-S at 3.5 A Resolution », Journal of Biological Chemistry, vol. 242, no 17,‎ 10 septembre 1967, p. 3984-3988 (lire en ligne).
- avec D. Barford : (en) « The allosteric transition of glycogen phosphorylase », Nature, vol. 340,‎ 1989, p. 609-616 (lire en ligne).
- avec T. L. Blundell : (en) Protein crystallography, Academic press, coll. « Molecular biology », 1976, 565 p. (ISBN 0-12-108350-0).
- avec Dušan Turk : (en) Methods in macromolecular crystallography, Amsterdam/Berlin/Oxford etc./Tokyo, IOS Press, coll. « NATO science series. Series I, Life and behavioural sciences », 2001, 207 p. (ISBN 1-58603-080-9, lire en ligne).
- avec Reiko Honda, Edward D Lowe, Elena Dubinina, Vicky Skamnaki, Atlanta Cook et Nick R Brown : (en) « The structure of cyclin E1/CDK2: implications for CDK2 activation and CDK2‐independent roles », The EMBO Journal, vol. 24,‎ 2005, p. 452-463 (lire en ligne).

## Distinctions et prix
Louise Johnson a été nommée Dame Commandeur de l'Empire britannique (DBE) en 2003. Elle était une Fellow du Corpus Christi College d'Oxford et une Fellow honoraire du Somerville College d'Oxford. Elle a reçu un certain nombre de diplômes honorifiques, dont : 
- 1992 : Hon DSc université de St Andrews
- 2004 : Hon DSc université de Bath
- 2009 : Hon DSc Imperial College London
- 2010 : Hon DSc université de Cambridge

Elle a été élue membre de la Royal Society (Fellow of the Royal Society) en 1990 ; une membre associée de l'Académie des sciences du tiers monde en 2000 ; une associée étrangère de l'Académie nationale des sciences des États-Unis en 2011.

#### Livre
- (en) Elspeth F. Garman, « Johnson, Dame Louise Napier (1940–2012) », Oxford Dictionary of National Biography, Oxford, janvier 2016.

#### Articles
- (en) Tom Blundell, « Dame Louise Johnson obituary », The Guardian,‎ 10 octobre 2012 (lire en ligne).
- (en) Mark Sansom, « Obituary: Louise Johnson (1940–2012) », Nature,‎ 24 octobre 2012, p. 488 (DOI 10.1038/490488a).
- (en) Geoff Watts, « Obituary: Louise Napier Johnson », The Lancet, no 9854,‎ 10 novembre 2012, p. 1642 (DOI 10.1016/S0140-6736(12)61938-2).